# Bruce G. Blair
Pour les articles homonymes, voir Blair.
Bruce Gentry Blair (né à Creston en Iowa le 16 novembre 1947 et mort à Philadelphie en Pennsylvanie le 19 juillet 2020, est un chercheur américain.
Il est expert de la sécurité nucléaire et chercheur au Programme sur la science et la sécurité internationale à l'École des affaires publiques et internationales Woodrow Wilson de l'université de Princeton (Princeton University's Woodrow Wilson School of Public and International Affairs). Adhérant au programme en mai 2013, il se concentre sur les étapes techniques et politiques devant être franchies pour l'élimination vérifiable des armes nucléaires, en particulier sur les profondes réductions bilatérales des armes nucléaires, les négociations multilatérales sur les armes et la levée de l'état d'alerte des arsenaux nucléaires.
Il est le cofondateur de Global Zero (en), une organisation internationale non-partisane composée de 300 dirigeants du monde entier, plus de 150 sections étudiantes et des millions de partisans dans le monde qui se consacrent à l'élimination des armes nucléaires.

## Biographie
De 1970 à 1974, Bruce G. Blair a servi dans l'US Air Force en tant qu'officier de contrôle de lancement de missiles Minuteman et officier de soutien pour le Poste de commandement aéroporté du Strategic Air Command.
Il reçoit un B.S. en communication de l'université d'Illinois dans les années 1970 et en 1984, obtient un doctorat (Ph. D.) dans le domaine de la recherche opérationnelle à l'université de Yale.
Entre 1982 et 1985, Bruce G. Blair sert en tant que directeur de projet au Bureau de l'évaluation des technologies du Congrès (en) afin étudier la capacité des États-Unis à communiquer avec ses forces stratégiques. Classé au niveau de secret le plus élevé, son rapport montre que le système de commande et de communication de l'arsenal nucléaire américain souffrait de vulnérabilités.
De 1987 à 2000, il est chercheur principal dans le cadre du programme d'études en politique étrangère de la Brookings Institution, et de 2011 à 2017, membre du Conseil consultatif sur la sécurité internationale du secrétaire d'État des États-Unis.
Avant d'occuper son poste à Princeton, Bruce G. Blair a été le président de World Security Institute (en), un organisme sans but lucratif prédécesseur de Global Zero.

### Réalisations
Bruce G. Blair est un expert des politiques de sécurité des États-Unis et de la Russie, spécialiste des forces nucléaires et des systèmes de commandement et de contrôle. Il a souvent témoigné devant le Congrès des États-Unis,,,.
Il a reçoit en 1999, le prix MacArthur, consistant en une bourse de 350 000 dollars, pour « [avoir] élaboré des propositions de rechange convaincantes pour la « levée de l'état d'alerte » des armes nucléaires qui réduiraient considérablement la possibilité de frappes nucléaires accidentelles. ». À cette occasion, Richard N. Haass commente « La recherche de Bruce Blair sur la stabilité nucléaire rencontre deux critères importants : elle est rigoureuse et elle compte. ».
En 2008, Bruce G. Blair est sélectionné comme finaliste pour le « Skoll Award for Social Entrepreneurship » et en 2011, nommé au Conseil consultatif du Secrétaire d'État sur la sécurité internationale, un petit groupe d'experts qui fournit au département d'État un regard indépendant et des conseils sur tous les aspects de la sécurité internationale, du désarmement et du contrôle des armes. Il a également enseigné l'analyse de la sécurité en tant que professeur invité aux universités de Yale et Princeton.
L'expertise de Bruce G. Blair a aidé à rendre les sujets du nucléaire et des affaires internationales accessibles au grand public à travers différents médias. Il a été un producteur exécutif du film documentaire Countdown to Zero (en) qui traite des dangers liés à l'arme nucléaire dans le contexte instable des années 2010. Il a également créé et a été le producteur exécutif de la série de télévision hebdomadaire Superpower : Global Affairs Television diffusée sur le réseau public PBS (2002-2004) et a été le producteur exécutif pour Azimut Media et sa série télévisée hebdomadaire Foreign Exchange d'abord présentée par Fareed Zakaria de 2005 à 2007 puis par Daljit Dhaliwal entre 2008 et 2009 sur PBS.
Azimut Media a aussi produit deux documentaires de télévision Deadlock: Russia’s Forgotten War pour CNN Presents (en) et Missile Wars pour l'émission Frontline en 2002 sur PBS.

## Livres
Bruce G. Blair a écrit plusieurs livres dont Strategic Command and Control: Redefining the Nuclear Threat (Brookings Institution Press, 1985), vainqueur du « Edgar S. Furniss Book Award » pour sa contribution à l'étude de la politique de sécurité nationale.
- (en-US) Global Nuclear Arms Control (à paraître)
- (en-US) Global Zero Alert for Nuclear Forces (Washington, DC : Brookings, 1995).
- (en-US) The Logic of Accidental Nuclear War (Washington, DC : Brookings, 1993).
- Crisis Stability and Nuclear War, coéditeur avec Kurt Gottfried (en) (Oxford, 1988).
- (en-US) Crisis Stability and Nuclear War, coéditeur avec Condoleezza Rice, et al.  (Ithaca, New York, Cornell University, 1987).
- (en-US) Strategic Command and Control: Redefining the Nuclear Threat (Washington, DC : Brookings, 1985).
- (en-US) Progress in Arms Control? Selected Readings from Scientific American, coéditeur avec Bruce Russett (en) (San Francisco: Freeman, 1979).

## Articles
Bruce G. Blair est également auteur de nombreux articles sur les questions de sécurité dans des publications telles que Scientific American, The National Interest, le New York Times et le Washington Post, dont :
- (en) The Terrorist Threat to World Nuclear Programs dans le Journal of Conflict Resolution, septembre 1977
- (en) [PDF] Strengthening Checks on Presidential Nuclear Launch Authority sur Arms Control Association (en), janvier/février 2018.
- (en) A new Trump administration plan makes nuclear war likelier dans le Washington Post, 13 janvier 2018.
- (en) Presidents have too much power over U.S. nukes. Especially President Trump. dans le Washington Post, 18 août 2017.
- (en) Why Our Nuclear Weapons Can Be Hacked dans le New York Times le 14 mars 2017.
- (en) « What Exactly Would It Mean to Have Trump's Finger on the Nuclear Button? » dans Politico, juin 2016.